# ペプロマイシン
ペプロマイシン（Peplomycin）は曾てはペプレオマイシン（Pepleomycin）とも呼ばれていた抗がん剤であり、ホジキンリンパ腫、 非ホジキンリンパ腫、 前立腺癌、肺癌などのがんの治療に使用される。 通常は他の抗がん剤と併用され、静脈内投与、筋肉内注射、動脈内注射により投与される。ブレオマイシンの誘導体であり、使用上の注意点も類似しているが、肺毒性はブレオマイシンより弱く、抗腫瘍効果は強い:1,13。日本でのみ販売されている:36。商品名はペプレオ。開発コード：NK631。
ペプロマイシンの研究が開始されたのは1974年である:1。真正細菌の Streptomyces verticillusの培養液に前駆物質を添加して産生させる。

## 効能・効果
注射
皮膚癌、頭頸部癌 (上顎癌、舌癌、他の口腔癌、咽頭癌、喉頭癌)、肺癌 (扁平上皮癌)、前立腺癌、悪性リンパ腫

## 禁忌
重篤な肺機能障害や肺線維化病変、重篤な腎機能障害、重篤な心疾患を有する患者等には禁忌である。
また、ペプロマイシン投与中は胸部への放射線照射が禁忌となる。

## 副作用
重大な副作用は、
- 間質性肺炎・肺線維症（7％）
- ショック（0.1％未満）

である。
間質性肺炎・肺線維症の出現は警告欄にも記載されている。

## 薬物動態
血中濃度はペプロマイシンの方が若干高いものの、推移の傾向はブレオマイシンと同一である。
ペプロマイシンはブレオマイシンよりも血中に多く留まるものの、他の臓器への分布はブレオマイシンと類似している:17。但し、肺にはブレオマイシンの1.5倍以上の濃度で分布する。
ペプロマイシンは速やかに尿に排泄される:18。

## 作用機序
ペプロマイシンの作用機序は、DNA合成阻害作用およびDNA鎖切断作用で、その強さはブレオマイシンと同等である。

## 化学的特徴
ブレオマイシンと異なり、ペプロマイシンは単一の化合物である。化学名は、N 1-{3-[(1S )-(1-Phenylethyl)amino]propyl}bleomycinamideである。